# 呼吸秋千
《呼吸秋千》（德语：Atemschaukel）是德国作家赫塔·米勒的作品，2009年由汉塞尔出版社（Hanser Verlag）出版，该书后进入德国国家图书奖短名单，作者亦于2009年获得诺贝尔文学奖。小说描写罗马尼亚的德意志人在苏联斯大林主义政权下的遭遇，1945年，他们中的许多被驱逐到苏联，强迫参加劳动。
这本小说讲述赫尔曼斯塔特的萨克森青年卢埃·奥伯格的故事，17岁就被关到乌克兰的苏联集中营强迫劳动，并在那儿度过了5年。在劳改营他遇到各色人等，其中一些人熬不过最初的日子，最先一个死者是在水泥池中被淹没的。食物极度短缺，土豆皮也成了主角的美味佳肴，为了保卫食物他曾扔掉了一窝威胁食物的小老鼠。由于乏力，呼吸能够使人体服从于一种节奏的摆动，这就是所谓“呼吸秋千”。最喜欢的一种工具，他名之为“心铲”，一种极小的心型铲子。他还幻想出“饥饿天使”。即使释放之后他仍然不能摆脱精神上的创伤。本书的灵感来自于诗人奥斯卡·帕斯提尔（Oskar Pastior）和其他生还者的经历，包括作者的母亲。